# 木内堯央
木内 堯央（きうち ぎょうおう、1939年1月23日 - 2002年3月13日）は、天台宗の僧侶で仏教学者。
東京府生まれ。1967年大正大学大学院博士課程満期退学、同仏教学部助教授、教授。
長男の木内堯大も僧侶・仏教学者（大正大学教員）である。
ちばてつやの小学生時代からの友人で、一緒に漫画を描いて遊んだこともある仲だった。
2002年3月13日、肺炎のため死去。

## 著書
- 『伝教大師の生涯と思想』第三文明社「レグルス文庫」 1976年。木内央名義
- 『最澄と天台教団』教育社歴史新書・日本史 1978年／講談社学術文庫、2020年
- 『聖者物語6　比叡のあけぼの 最澄』日本教文社 1980年
- 『天台密教の形成 日本天台思想史研究』渓水社（北辰堂） 1984年
- 『天台宗勤行教典』鎌倉新書 1985年、新版2000年
- 『仏教を生きる6　悲願に生きる 最澄』中央公論新社 2000年
- 『木内堯央論文集』木内堯大編　宗教工芸社 2012年
  1. 日本における天台宗の形成
  2. 日本における天台宗の展開

現代語訳
- 『大乗仏典 中国・日本篇 17　最澄・円仁』 中央公論社 1990年

最澄『願文』『学生式』『顕戒論』／円仁『入唐求法巡礼行記』、『金剛頂経疏』各・抜粋訳

### 共編著
- 『日本名僧論集 第2巻　最澄』塩入良道共編 吉川弘文館 1982年
- 『高僧 その人と教え』大谷旭雄、山田昭全、林亮勝、佐藤隆賢共著 大正大学出版部 1983年 大正大学選書
- 『国の宝を育てる 最澄・その人と教え』共著 鈴木出版・まいとりぃ選書 1984年
- 『死の一点 その仏教的課題』共著 人文書院 1984年
- 『全集日本の古寺 第6巻　延暦寺・園城寺・西教寺』共著 集英社 1985年
- 『日本仏教宗史論集 第3巻　伝教大師と天台宗』塩入良道共編 吉川弘文館 1985年
- 『ひろさちやが聞く法華経』ひろさちや共著 鈴木出版「世界の聖典」1992年
- 『天台宗読経偈文全書 経文傍訳』編著 四季社 1999年
- 『天台宗読経偈文全書 経文傍訳 2　法則表白篇』編著 四季社 2000年